# 绵阳站
绵阳站位于中华人民共和国四川省绵阳市涪城区临园路西段，为成都铁路局管辖的一等站，距成都站115公里，距宝鸡站554公里。目前主要办理宝成铁路的客运列车到发作业和西成客运专线的长短途动车组到发作业。

## 车站结构

### 站房
绵阳站为侧式站房，地上两层，局部地下一层，总建筑面积1.5万平米，抗震设防烈度7度。站房设计借鉴了汉代“大屋顶”建筑风格，外立面使用玻璃幕墙和石材搭配装饰。站前广场布置有港湾式公交枢纽站、出租车与社会车辆接送站通道与停车场。

绵阳站车站设施
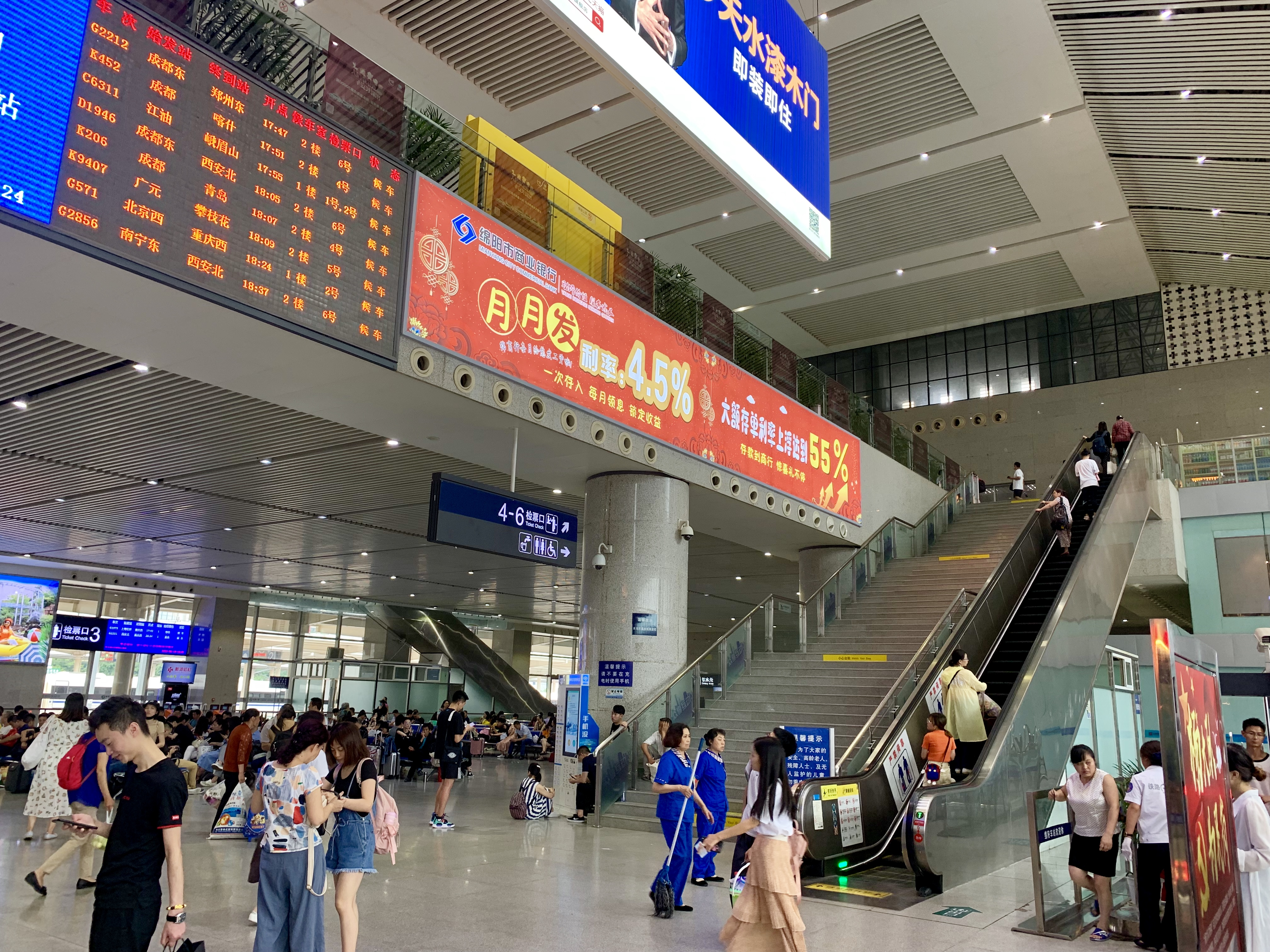
入口大堂
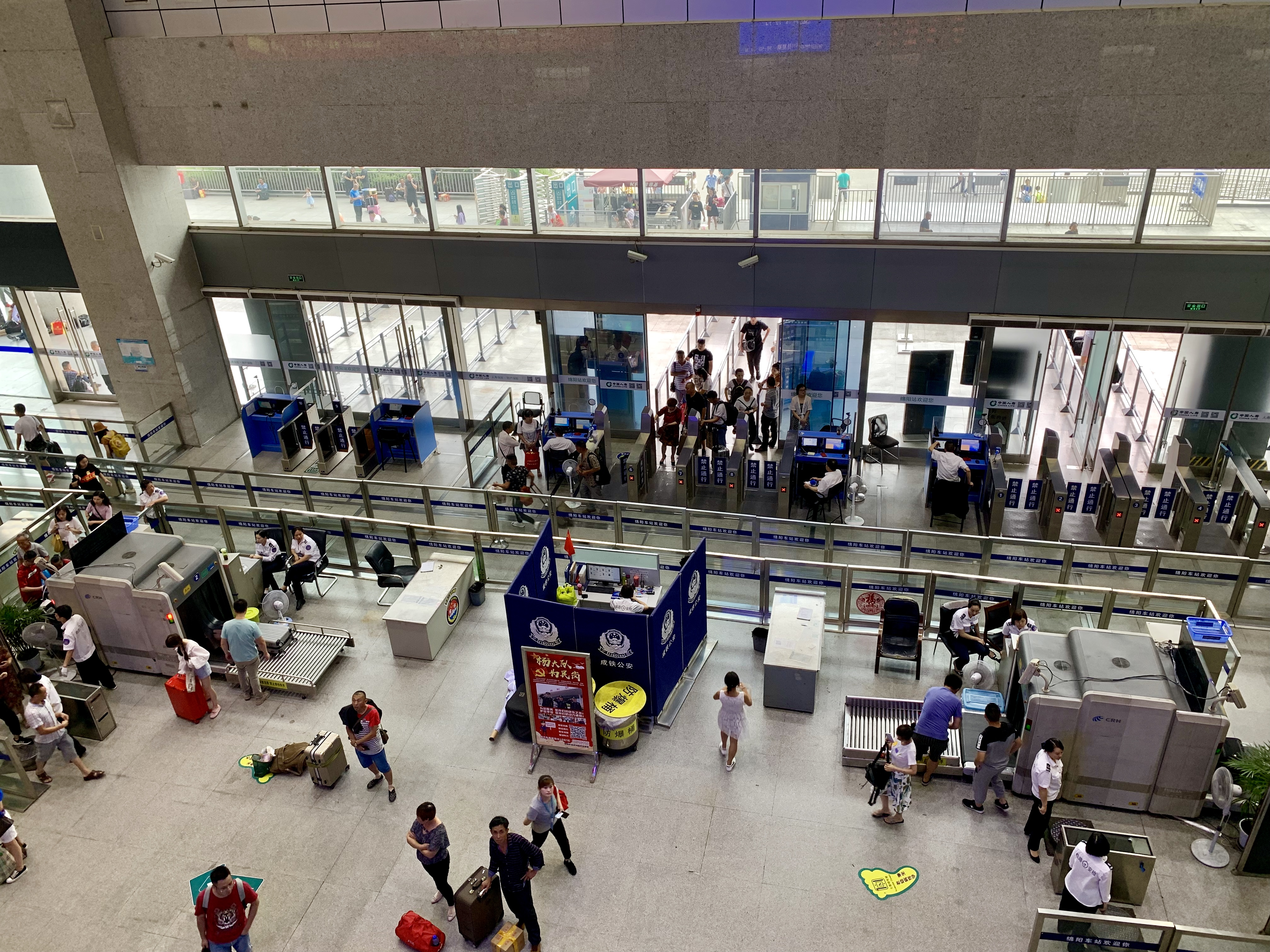
安检与实名制验证区域
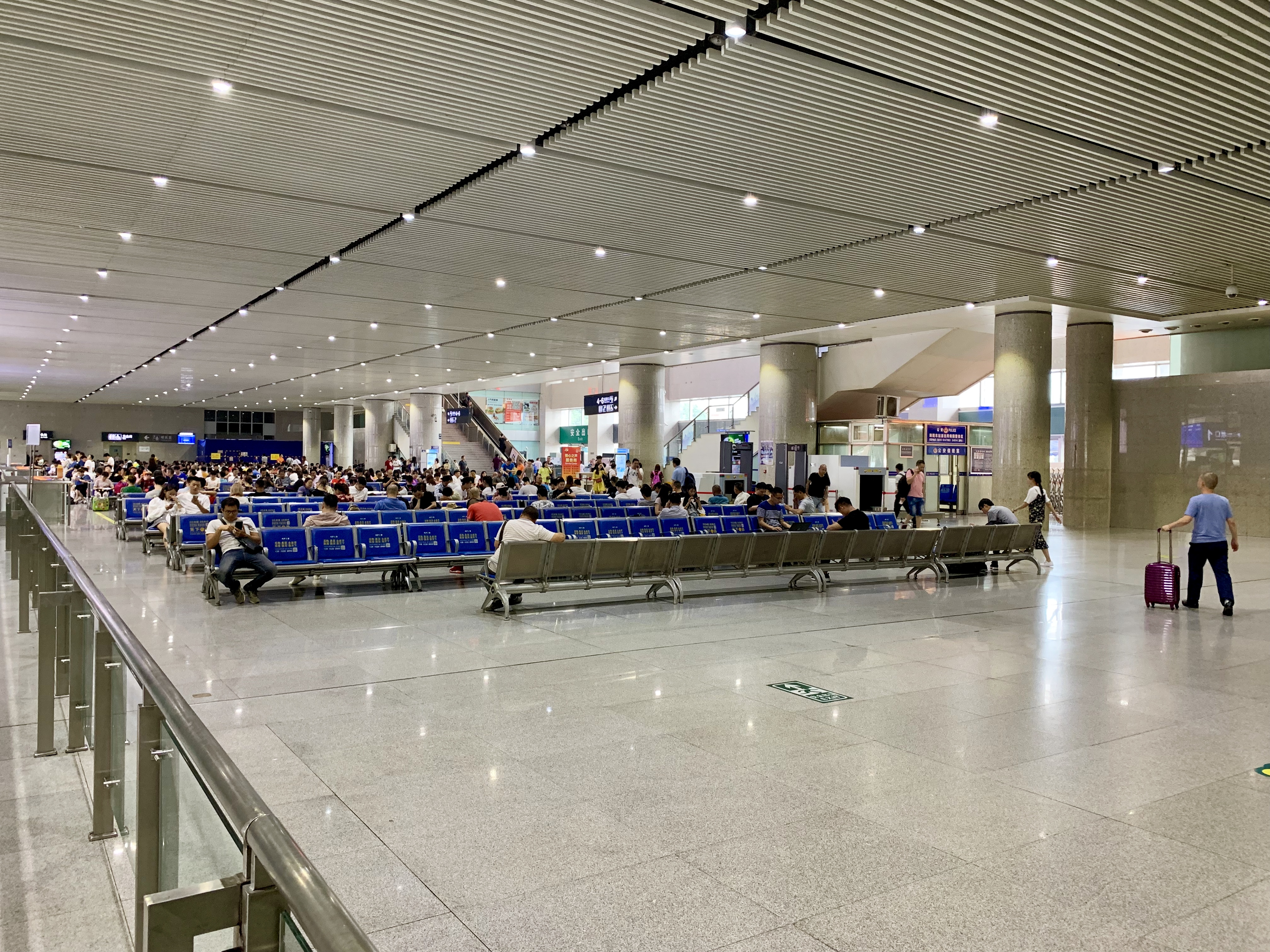
一层候车室
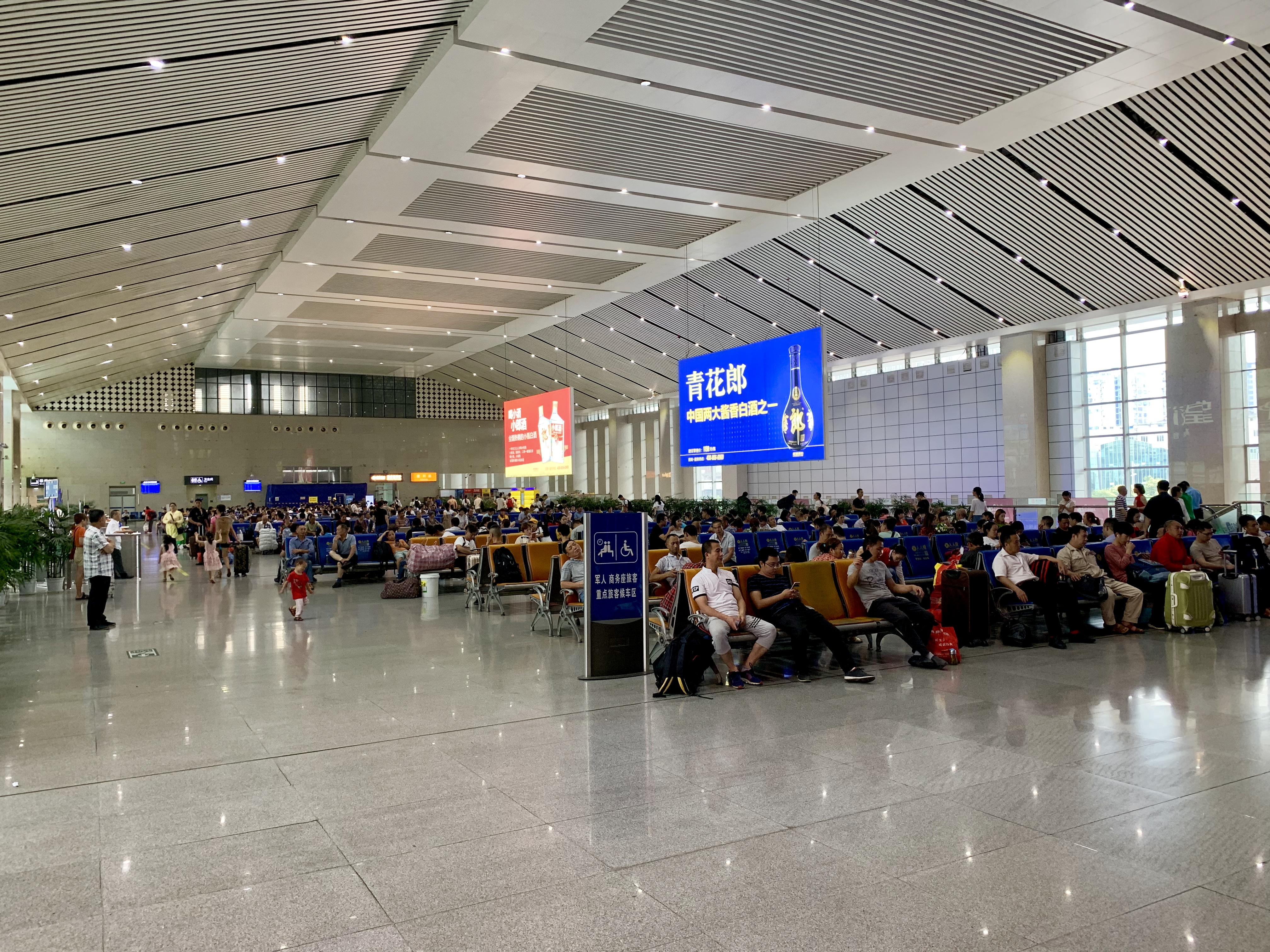
二层候车室
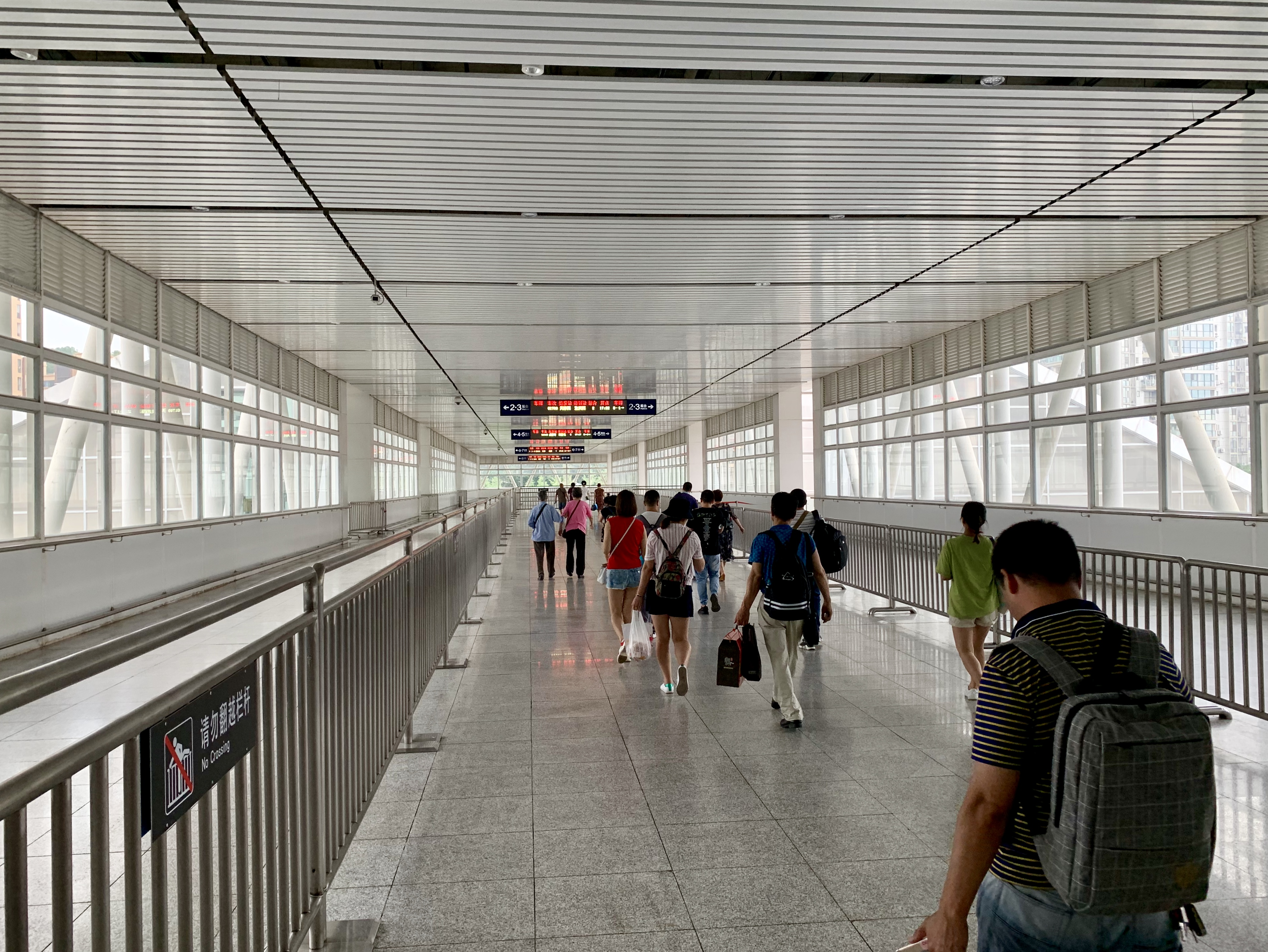
进站天桥

### 站线布置

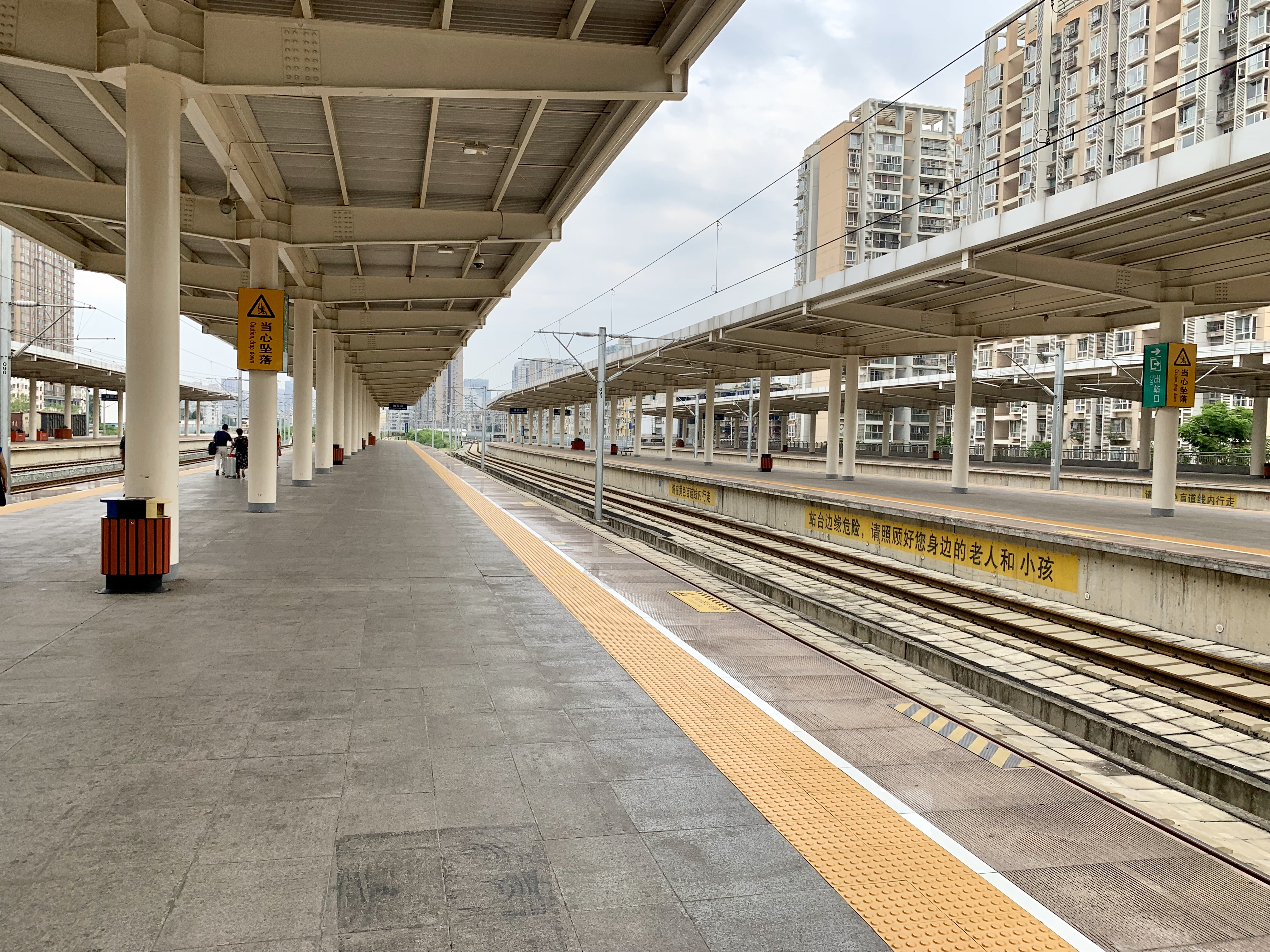
站台

车站目前建有5座有柱雨棚候车站台，站线共12道，并建有天桥1座、地下通道1条。
| 月台编号 | 路线         | 行驶方向                                                                           |
| -------- | ------------ | ---------------------------------------------------------------------------------- |
| 1～5     | 西成客运专线 | 西安北・汉中・广元・江油・青莲・罗江东・德阳・广汉北・青白江东・新都东・成都东方向 |
| 6～8     | 宝成铁路     | 宝鸡・秦岭・凤州・略阳・阳平关・广元・竹园坝・江油・罗江・德阳・广汉・成都方向     |

| ↑ 青莲 (东北)↑ 绵阳北 (东北)    |
| \| 2 3 \| 4 5 \| 6 7 \| 8       |
| ↓ 罗江东 (西南) ↓ 皂角铺 (西南) |

## 历史

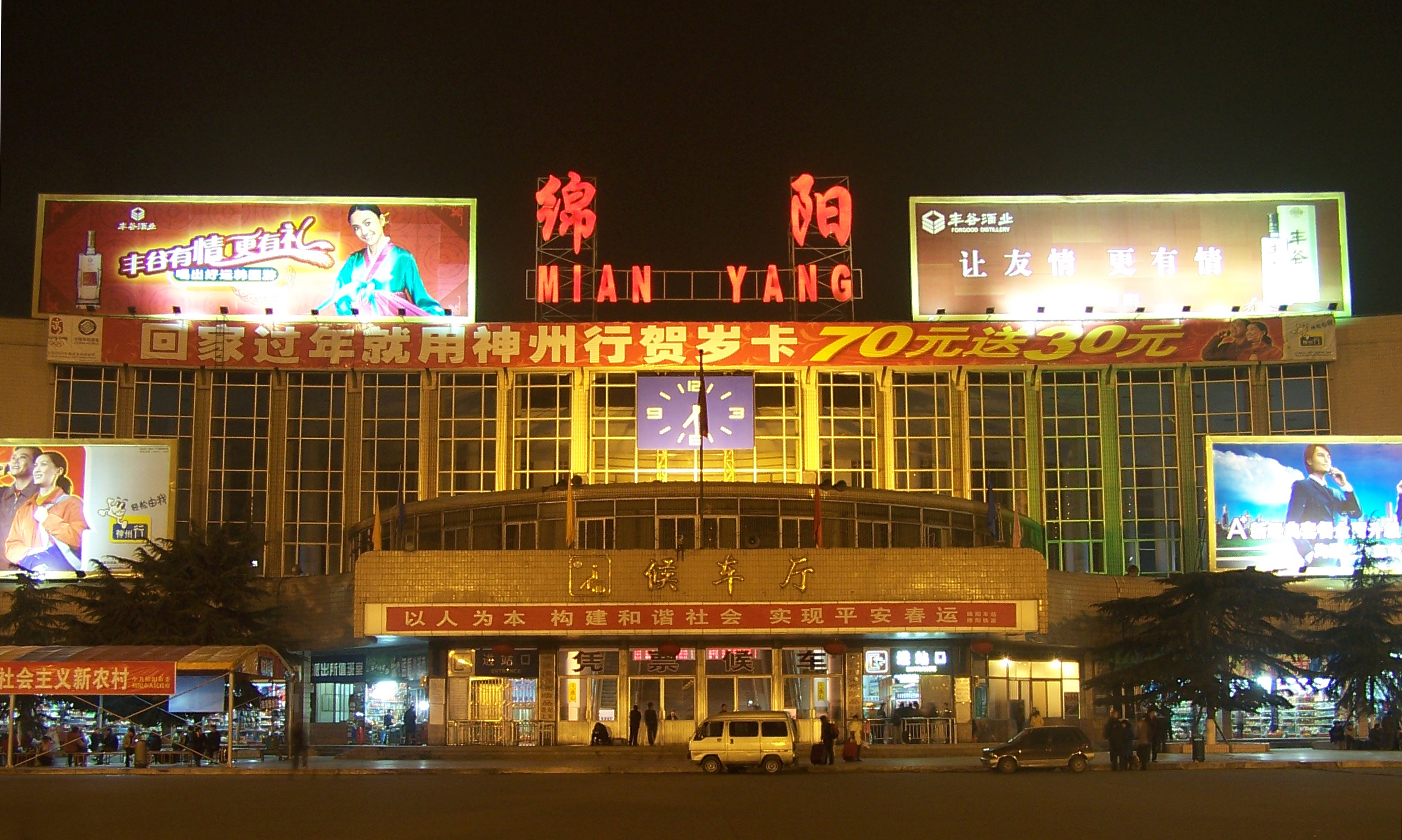
震前绵阳站站房夜景

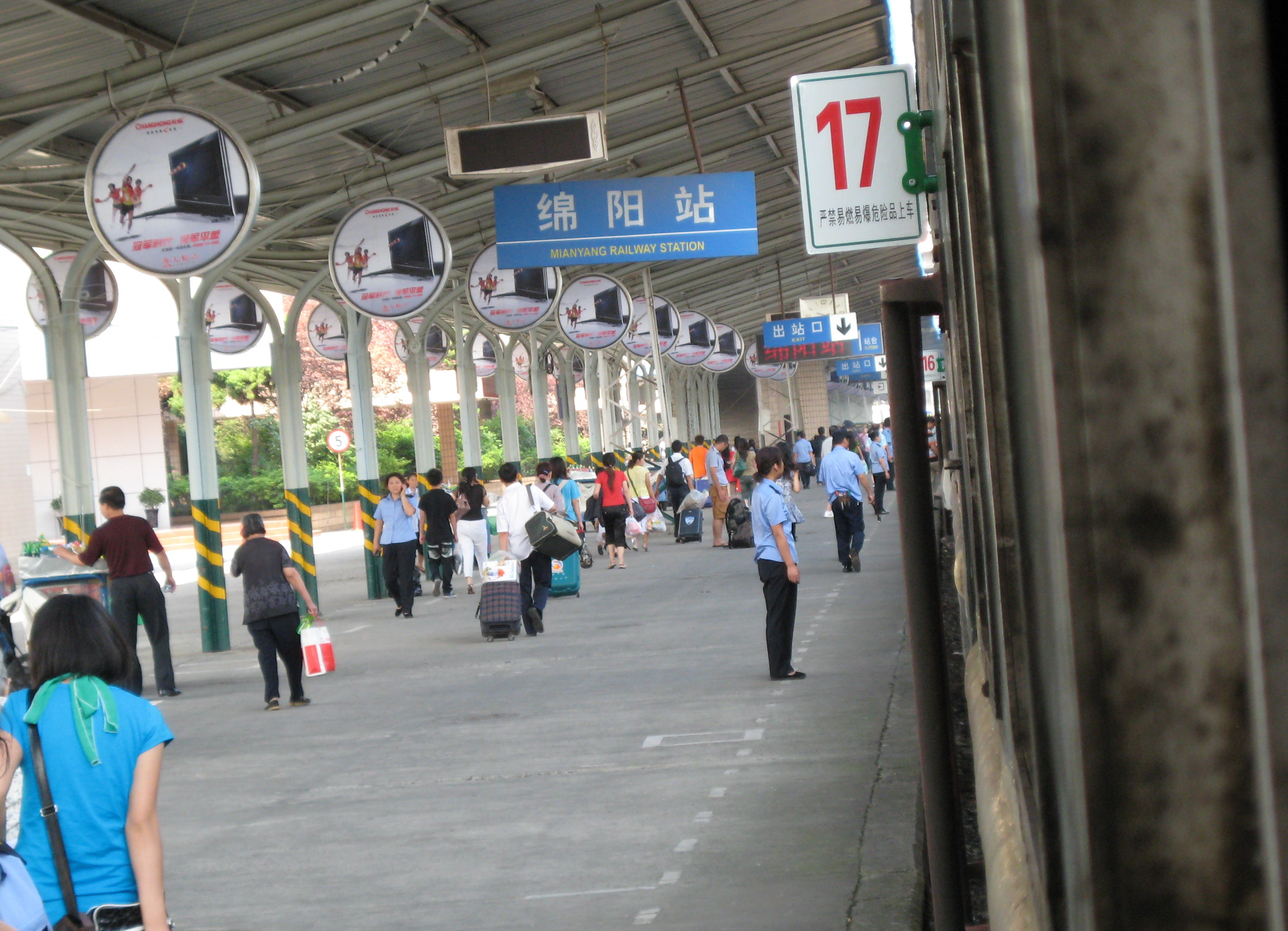
改造前的绵阳站低站台

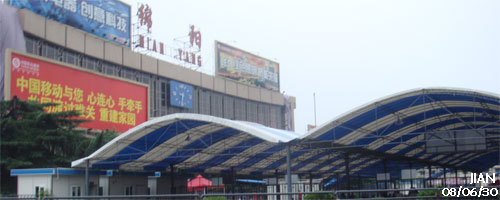
汶川地震后的绵阳站

2008年5月12日发生的汶川大地震使绵阳站受损严重，候车大厅完全停用，在车站广场另建临时候车区使用。2009年10月1日，绵阳站作为汶川地震灾后重建的重点项目正式开工重建，总投资2.42亿元，总建筑面积达15000平方米，按最高候车人数3000人设计，抗震设防烈度为7度。
2010年10月1日，绵阳站重建工程竣工投入使用。
2014年12月20日，西成客运专线开通，绵阳站所有站房、站台投入使用。

## 问题与改进工程
绵阳站在接入西成客运专线后，站房设计过于保守的问题逐渐凸显。车站为此在站前广场建设自助取票厅、在一层候车室开辟两个新检票口来应对日益增多的客流。然而，绵阳站站后已被市政道路和商品住宅所占据，因此绵阳站难以实现扩建。按照绵阳市规划，未来将通过新建绵阳西站来分流绵阳站客流。

绵阳站加装检票口工程
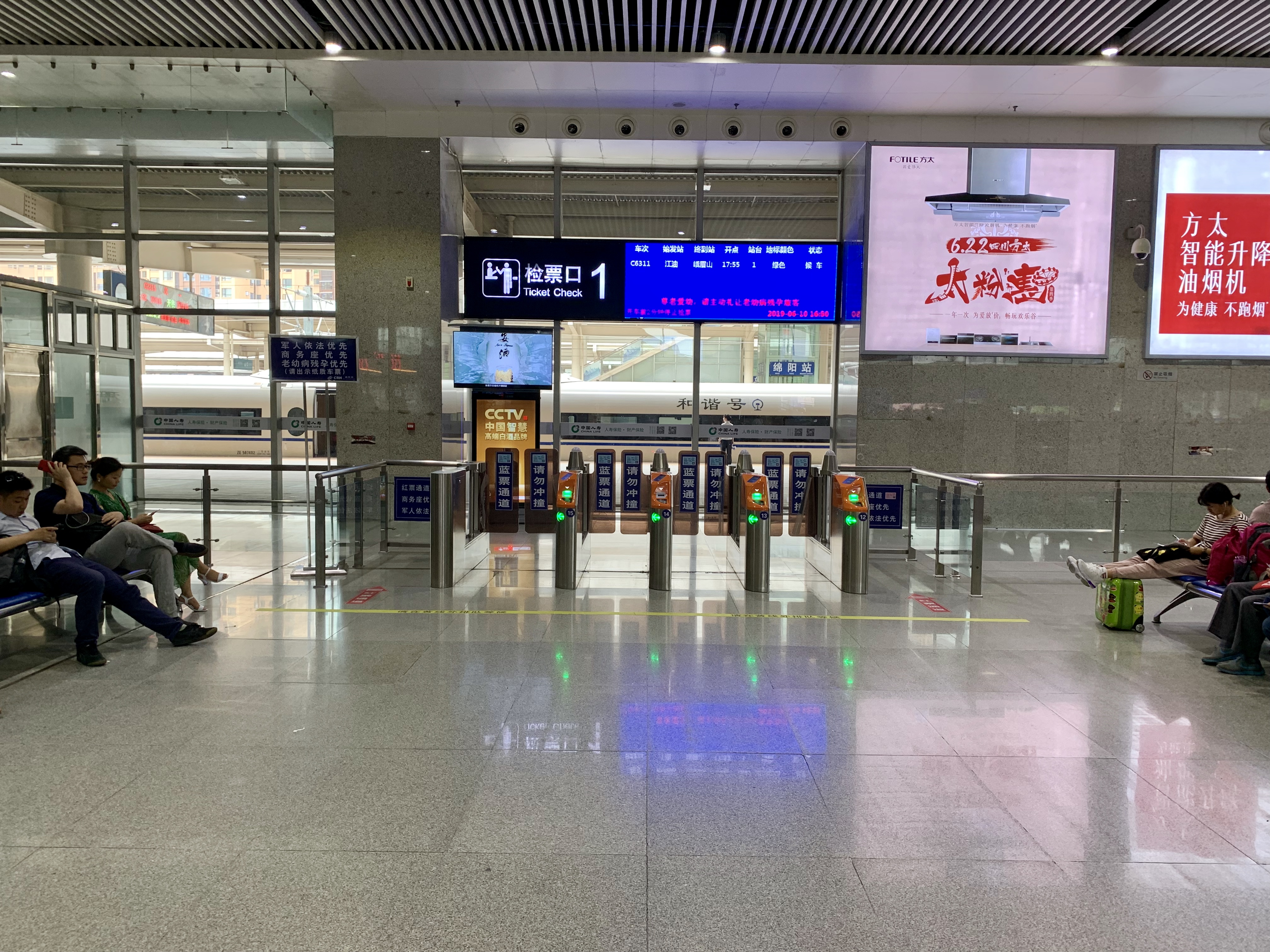
后期改建的1号检票口
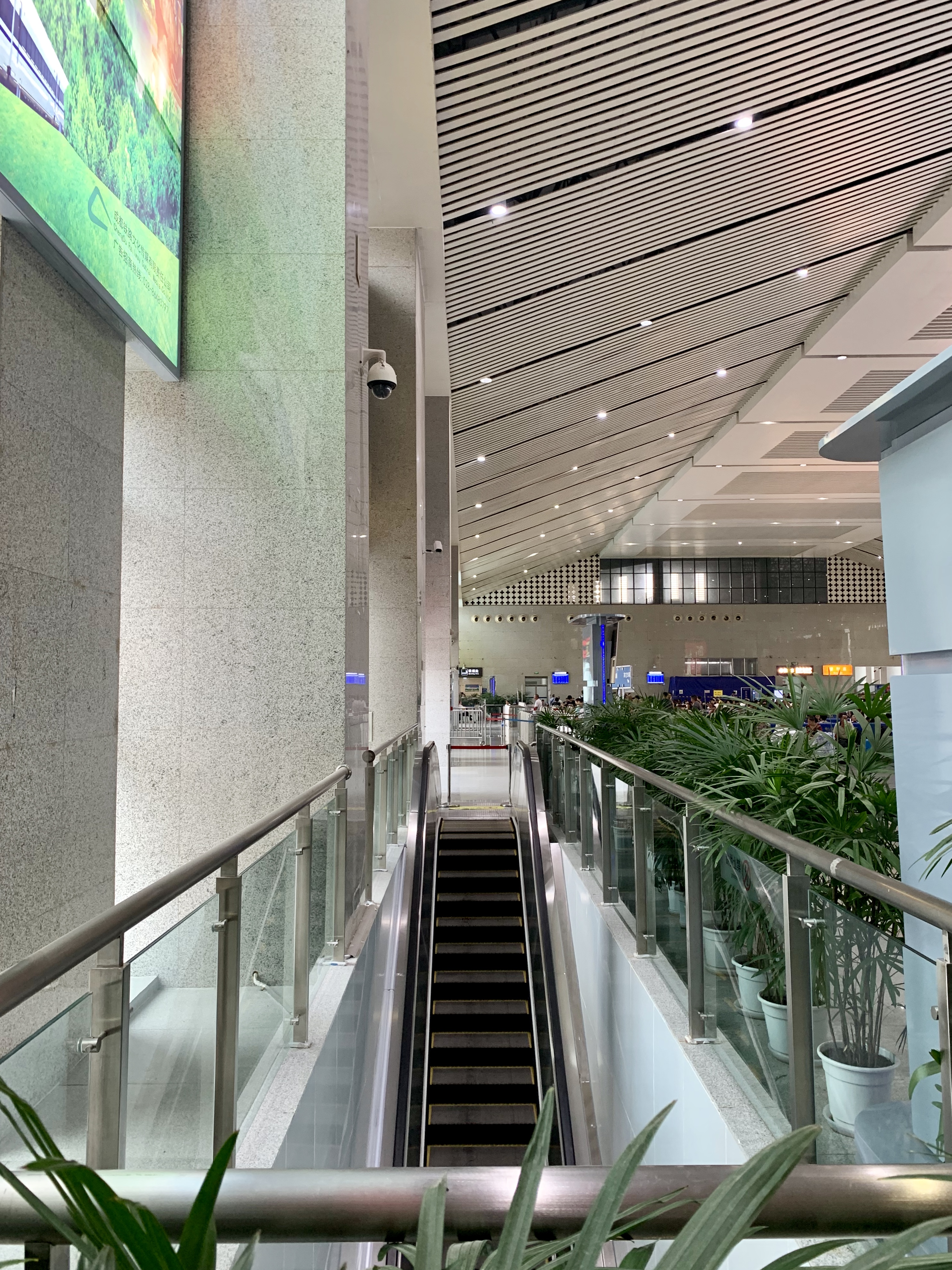
后期增加的检票区内扶梯

## 未来发展
绵阳站未来将接入绵遂内城际铁路。同时，站前广场与地下空间的综合开发也将随绵阳轨道交通的建设一并进行。